# 케이토 연구소

로고

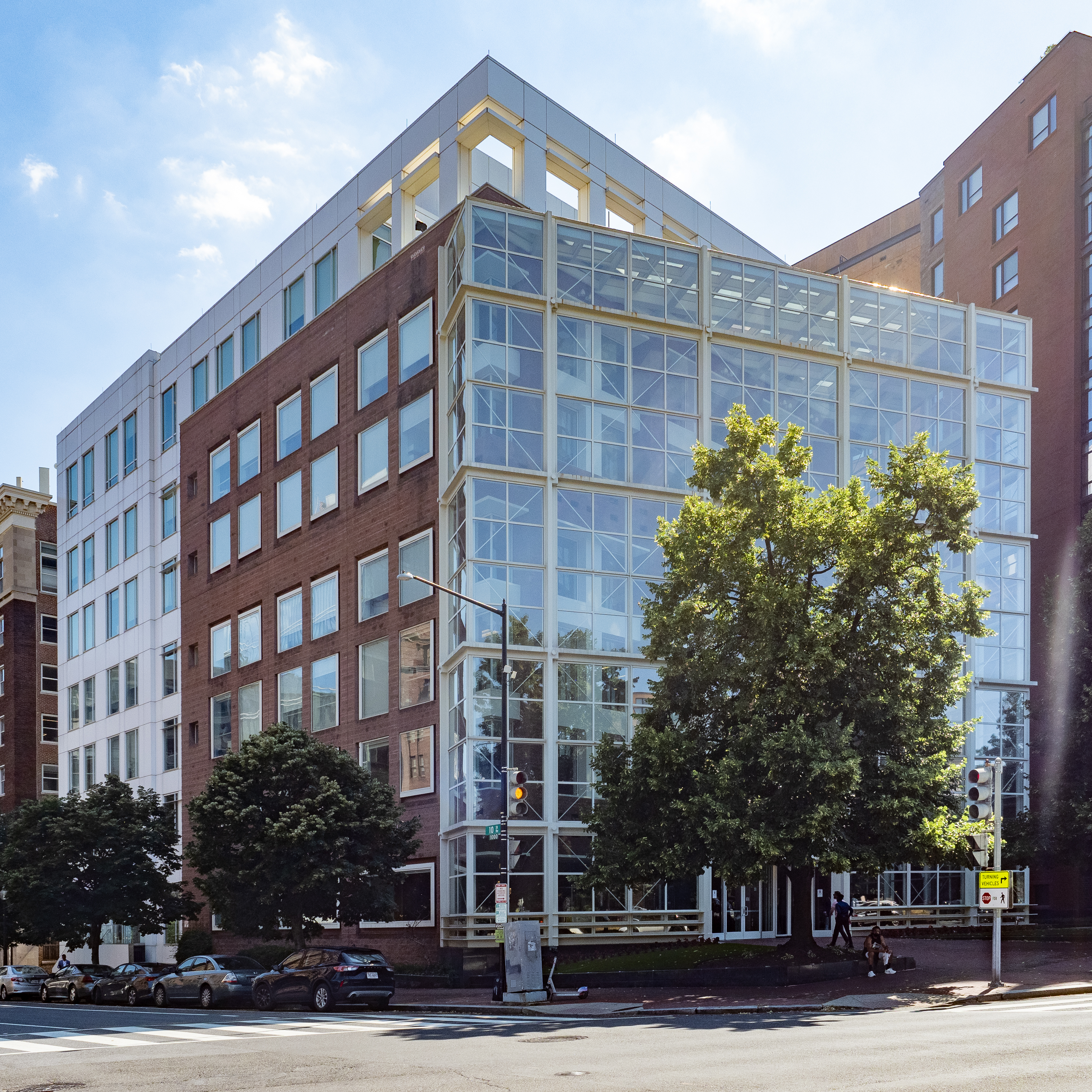
건물

케이토 연구소(Cato Institute)는 미국의 자유지상주의자들의 싱크탱크로 워싱턴 D.C. 에 본사를 두고 있다.  에드 크레인, 머레이 로스바드, 찰스 코크에 의해 1977년 설립되었다.  이 연구소는 국내적으로는 제한된 정부 역할을 주장하고 해외적으로는 시민의 자유를 적극적으로 보장하는 것을 강조한다.  세금을 낮추거나 폐지할 뿐 만 아니라 연방 은행제도를 반대한다.

## 같이 보기
- 브루킹스 연구소